# Staurogyne pseudocapitata
Staurogyne pseudocapitata är en akantusväxtart som beskrevs av D. Champluvier. Staurogyne pseudocapitata ingår i släktet Staurogyne och familjen akantusväxter. Inga underarter finns listade i Catalogue of Life.